# إدوارد بيلو
إدوارد بيلو (بالإسبانية: Eduard Bello) (1901 في فنزويلا - ) هو لاعب كرة قدم فنزويلي في مركز الوسط. لعب مع نادي كارابوبو وYaracuyanos F.C. ‏ وديبورتيس أنتوفاغاستا.

## وصلات خارجية
- إدوارد بيلو على موقع قاعدة بيانات كرة القدم.إي يو (الإنجليزية)
- إدوارد بيلو على موقع ناشيونال فوتبول تيمز (الإنجليزية)
- إدوارد بيلو على موقع Soccerway.com (الإنجليزية)